# Baszta Bramy Złotoryjskiej
Baszta Bramy Złotoryjskiej (niem. Goldberger Turm, pot. Baszta Złotoryjska, Wieża Bramy Złotoryjskiej, Wieża Złotoryjska) – nieistniejąca średniowieczna budowla o charakterze obronnym. Jedna z trzech baszt ulokowanych przy wjazdach do Lwówka Śląskiego. Stanowiła część dawnych fortyfikacji miejskich. Zlokalizowana była we wschodniej części starego miasta przy skrzyżowaniu ulic Henryka Sienkiewicza i Murarskiej.
Nieopodal miejsca, w którym stała baszta przebiegają ruchliwe arterie miejskie – Droga Wojewódzka nr 364 (al. Wojska Polskiego, ul. Jakuba Jaśkiewicza) i Droga Wojewódzka nr 297 (al. Wojska Polskiego, ul. Jakuba Jaśkiewicza). Baszta znajdowała się  w pobliżu Urzędu Pocztowego nr 1 w Lwówku Śląskim.

## Nazwa
Nazwa Baszty pochodzi od Złotoryi – miasta, do którego prowadzi droga od baszty. W ten sam sposób nazwano także inne miejskie bramy i baszty.

## Informacje
Niewiele wiadomo na temat tej nieistniejącej baszty. Baszta ta była najniższą z trzech strzegących wjazdu do Lwówka Śląskiego. W XVI wieku na wieży znajdowała się tarcza zegarowa. Z powodu częściowego zawalenia się wieży rozebrano ją pod koniec XIX w.

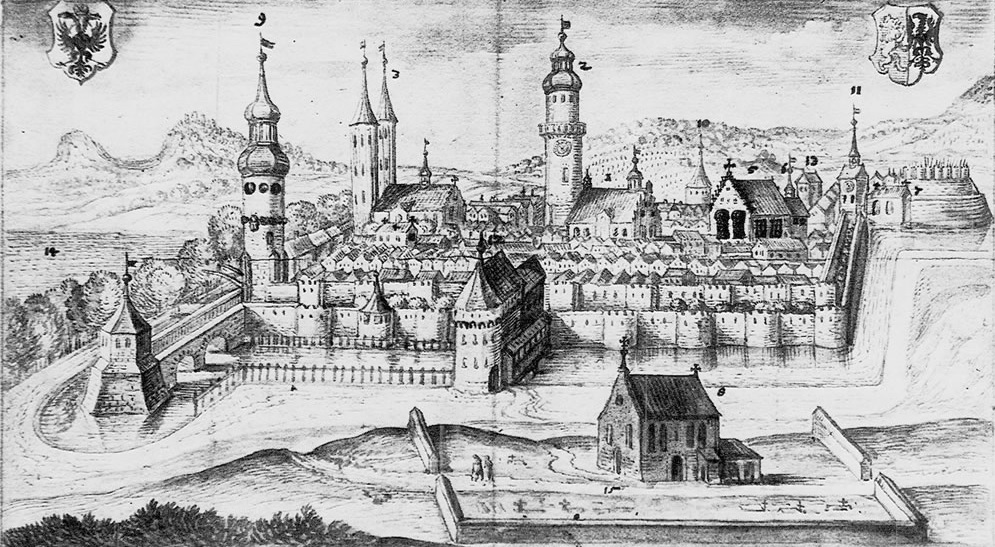
Baszta Bramy Złotoryjskiej przed przebudową (nr 11 z prawej) na panoramie miasta z XVI wieku